# سوخوي سو-1
سوخوي سو-1 (بالإنجليزية: Sukhoi Su-1)‏ هي طائرة مقاتلة من صناعة سوخوي. كان أول طيران لها في 15 يونيو 1940.